# Salute
Salute —en español: Saludo— es el segundo álbum del grupo femenino británico Little Mix. Se lanzó el 8 de noviembre de 2013 en Irlanda y el 11 de noviembre de 2013 en el Reino Unido. El grupo comenzó a trabajar en el álbum en junio de 2013 y concluyó en septiembre de 2013. Durante todo el proceso de grabación, Little Mix trabajó con varios productores, entre ellos TMS, Future Cut, Fred Ball, Duvall, Jimmy Jam y Terry Lewis. El álbum fue en gran parte escrito por Little Mix. Musicalmente, conserva el sonido pop de su álbum debut, mientras que profundiza un sonido R&B más maduro. Para su promoción, el grupo se embarcó en una gira en 2014, The Salute Tour.

## Antecedentes y lanzamiento

### Desarrollo
Little Mix dijo en una entrevista con Digital Spy, que ya estaban trabajando en su segundo álbum de estudio, Jesy Nelson cito «este álbum será más R&B y Maduro» El 23 de septiembre anunciaron que su primer sencillo sería «Move», el 5 de octubre dieron a conocer el nombre del Álbum y la lista de canciones. El álbum contó con las contribuciones de Future Cut, TMS y Nicola Roberts, así como los productores de Estados Unidos Jam y Lewis. Perrie Edwards dijo acerca del nuevo álbum «Este álbum es más sobre empujarnos a nosotras mismas como vocalistas. Nosotras no descansaremos hasta que sea perfecto. Lo principal que queremos transmitir es que somos verdaderas artistas. Nosotras no solo nos páramos ahí y nos dan las canciones». El 15 de octubre Little Mix reveló a través de su cuenta oficial de Twitter la portada oficial de Salute. Leigh-Anne Pinnock dijo sobre Salute «Con DNA no sabíamos lo que la gente iba a pensar y no nos habíamos establecido aún, así que se trataba de sacar el álbum y divertirnos con él. Ahora es cómo esto podría hacernos un éxito o quebrarnos». El 7 de noviembre Little Mix realizó una transmisión en vivo, donde se mostraron por primera vez todas las canciones del álbum.

### Lanzamiento
Tanto la edición estándar como la edición deluxe fueron lanzadas entre el 8 y el 25 de noviembre, en la mayor parte de Europa, Oceanía, Asia y América Latina a través de la tienda digital itunes. Y en Estados Unidos y Canadá se lanzó el 4 de febrero de 2014.

## Contenido musical
Todas las chicas coescribieron las canciones de Salute menos los temas «Towers», «Mr. Loverboy», «Boy», y «See Me Now» que fue escrita por Nicola Roberts de Girls Aloud, Nicola también coescribió junto a las chicas «They Just Don't Know You».

## Recepción

### Comentarios de la crítica
Tras su lanzamiento, Salute recibió críticas positivas de los críticos musicales. Lewis Corner de DigitalSpy dio al álbum cinco estrellas, observando una mejora sobre DNA, indicando que «el grupo ha crecido tanto en lo musical como en la confianza, allanando el camino para que den un paso hacia afuera en la escena mundial una vez más y realmente dejar su huella», mientras que las comparaba con Destiny's Child.
Jon O'Brien de Yahoo' se unió a los elogios afirmando que «Salute ha cementado el estado de Little Mix como el actual grupo femenino más importante de la música», mientras que caracterizó el álbum como «impresionante, maduro y aun así totalmente contagioso». Harriet Gibsone comparó el álbum como uno de música pop de la década de los 90 y lo calificó con cuatro estrellas de cinco. La revista New Fresh alabó el álbum por las armonías vocales y por la letra, También elogiaron la producción de este álbum, ya que según ellos suena «más fuerte y más pulido». MSN le dio al álbum cinco estrellas de cinco y recomendó las canciones «Salute» «Move», «Boy» y «Good Enough».

## Promoción

### Sencillos
El primer sencillo, «Move», es una canción de género R&B con influencias de Pop compuesta por Little Mix, Nathan Duvall y Maegan Cottone, quien también ayudó a escribir las canciones «Salute» y «Competition». Su producción quedó a cargo de Duvall. La banda la describió como algo que «Puede ser un éxito como también un fracaso». 

«Me encanta la estructura de la canción, es tan diferente que significa que tienes que escuchar un par de veces para conseguir tener tu cabeza alrededor de ella, no creo que seriamos nosotras si no tomamos riesgos, cuando hicimos «Wings» no había nada que se le parezca en el momento, era algo un poco diferente y eso es lo que nos gusta hacer»

En abril Little Mix anunció que ya estaba trabajando en su segundo álbum de estudio, seis meses después, el 19 de septiembre de 2013, hicieron el anuncio de que el primer sencillo de su segundo álbum de estudio se titularía «Move», el anuncio fue hecho durante una transmisión en vivo realizado por el cuarteto, Anunciaron además que «Move» saldría oficialmente el 3 de noviembre. El sencillo sonó por primera vez en BBC Radio 1 Breakfast Show el 23 de septiembre.Move recibió muchos elogios de los críticos musicales, Daily Record dio a la canción cinco estrellas de cinco mencionando que «Contiene inspiración del pop de los 90, así como R&B, lleno de actitud y mezcla armonías, por lo que esta canción es un éxito seguro». Robert Copsey de Digital Spy  dio a la pista cuatro estrellas de cinco, y la describió como una combinación del pop actual, el estilo propio de Little Mix y también pop de los 90. Amy Sciarretto de PopCrush dio a la canción cuatro estrellas de cinco y agregó que es «Animosa y divertida». Jamie Clarke de So So Gay llamó a la canción «Brillante» y escribió «Las chicas tienen fuertes voces, suficientes como para cantar R&B de manera convincente» Jon O'Brien de  Yahoo! Reino Unido e Irlanda escribió en su reseña del álbum que «Los golpes de lengua, traqueteo y armonías adictivas de Move ya han señalado que el grupo ha mejorado su juego considerablemente».
El segundo sencillo del álbum, «Little Me», es una canción del género pop. El cuarteto la compuso junto con TMS y Iain James. Fue anunciada como segundo sencillo el 21 de noviembre de 2013, a través de la cuenta de YouTube de la banda. La canción salió a la venta el 30 de diciembre a través de un EP que contiene sus remixes y la presentación en The X Factor.
Robert Copsey de Digital Spy dio cuatro estrellas de cinco comentando que la canción es «fácil y edificante». Melissa Redman felicito las «voces excepcionales» de la canción, las «armonías perfectas» y «letras maduras». El video musical se estrenó en YouTube el 18 de diciembre. En una entrevista con FrontRowLiveEnt Jesy Nelson dijo «Nunca hemos hecho un vídeo así antes, esto es muy sincero y significativo, es muy sincero»

### Presentaciones
Cantaron «Move» por primera vez en vivo el 9 de octubre en Big Gig 2013 para la organización Girlguiding en el estadio Wembley. El 20 de octubre Little Mix viajó a Australia, donde interpretaron el sencillo junto con Wings, DNA y Change Your Life en una firma de autógrafos. También la cantaron el 21 de octubre en la versión Australiana de The X Factor y en el programa matinal Sunrise, junto con Change Your Life. Little Mix interpretó «Move» y «Little Me» en The X Factor UK el domingo 3 de noviembre. En febrero de 2014 con la salida del álbum en Estados Unidos, se presentaron en el programa Good Morning America y el show de Wendy Williams.[cita requerida]

## Lista de canciones
- Edición Estándar

| N.º | Título                   | Escritor(es)                                                      | Duración |  |
| 1.  | «Salute»                 | Little Mix, Tom Barnes, Peter Kelleher, Ben Kohn, Maegan Cottone  | 3:56     |  |
| 2.  | «Move»                   | Little Mix, Cottone, Nathan Duvall                                | 3:47     |  |
| 3.  | «Little Me»              | Little Mix, Barnes, Kelleher, Kohn                                | 3:55     |  |
| 4.  | «Nothing Feels Like You» | Little Mix, Uzoechi Emenike, Camille Purcell                      | 3:27     |  |
| 5.  | «Towers»                 | Jamie Scott, Edvard Førre Erfjord, Little Nikki, Henrik Michelsen | 3:58     |  |
| 6.  | «Competition»            | Little Mix, Barnes, Kelleher, Kohn, Cottone                       | 3:27     |  |
| 7.  | «These Four Walls»       | Little Mix, Richard Stannard, Ash Howes, Bradford Ellis           | 3:28     |  |
| 8.  | «About The Boy»          | Little Mix, Barnes, Kelleher, Kohn                                | 3:44     |  |
| 9.  | «Boy»                    | Purcell, George Tizzard, Rick Parkhouse                           | 2:54     |  |
| 10. | «Good Enough»            | Little Mix, Barnes, Kelleher, Kohn                                | 3:52     |  |
| 11. | «Mr Loverboy»            | Ryan Williamson, Jordan Dollar                                    | 3:14     |  |
| 12. | «A Different Beat»       | Little Mix, Barnes, Kelleher, Kohn , Ayak Thiik                   | 3:27     |  |

- Edición Deluxe[25]

| N.º | Título                     | Escritor(es)                                             | Duración |  |
| 13. | «See Me Now»               | Fred Ball, Nicola Roberts, Iain James                    | 3:43     |  |
| 14. | «They Just Don't Know You» | Little Mix, Roberts, James                               | 3:55     |  |
| 15. | «Stand Down»               | Little Mix, Shaznay Lewis, Darren Lewis, Iyiola Babalola | 3:39     |  |
| 16. | «Little Me (Unplugged)»    | Little Mix, Barnes, Kelleher, Kohn                       | 3:56     |  |

- Edición Japonesa

| Salute (Edicion Japonesa) |                                     |          |  |  |  |  |  |  |  |  |
| N.º                       | Título                              | Duración |  |  |  |  |  |  |  |  |
| 13.                       | «See Me Now»                        | 3:43     |  |  |  |  |  |  |  |  |
| 14.                       | «They Just Don't Know You»          | 3:55     |  |  |  |  |  |  |  |  |
| 15.                       | «Stand Down»                        | 3:39     |  |  |  |  |  |  |  |  |
| 16.                       | «Little Me (Unplugged)»             | 3:56     |  |  |  |  |  |  |  |  |
| 17.                       | «Move (Deekly and Eightysix Remix)» | 3:21     |  |  |  |  |  |  |  |  |
| 18.                       | «Move (Over Exposure Remix)»        | 5:52     |  |  |  |  |  |  |  |  |
| 19.                       | «Move (The Alias Radio Edit)»       | 3:46     |  |  |  |  |  |  |  |  |
| 20.                       | «Wings (Japanese Version)»          | 3:41     |  |  |  |  |  |  |  |  |
|                           |                                     |          |  |  |  |  |  |  |  |  |

## Posicionamiento en listas

### Semanales
| País           | Lista                                    | Mejor posición |
| 2013/2014      | 2013/2014                                | 2013/2014      |
| -------------- | ---------------------------------------- | -------------- |
| Alemania       | German Albums (Media Control)            | 90             |
| Australia      | Australian Albums (ARIA)                 | 4              |
| Bélgica        | Belgian Albums (Ultratop Flanders)       | 56             |
| Bélgica        | Belgian Albums (Ultratop Wallonia)       | 80             |
| Canadá         | Canadian Albums (Billboard)              | 7              |
| Croacia        | Croatian Foreign Albums (IFPI)           | 20             |
| Dinamarca      | Danish Albums (Hitlisten)                | 25             |
| Escocia        | Scottish Albums (OCC)                    | 5              |
| España         | Spanish Albums (PROMUSICAE)              | 17             |
| Estados Unidos | Billboard 200 (Billboard)                | 6              |
| Estados Unidos | Digital Albums (Billboard)               | 5              |
| Finlandia      | Finnish Albums (Suomen virallinen lista) | 50             |
| Francia        | French Albums (SNEP)                     | 32             |
| Irlanda        | Irish Albums (IRMA)                      | 7              |
| Italia         | Italian Albums (FIMI)                    | 21             |
| Japón          | Japanese Albums (Oricon)                 | 1              |
| Nueva Zelanda  | New Zealand Albums (Recorded Music NZ)   | 11             |
| Noruega        | Norwegian Albums (VG-lista)              | 19             |
| Suiza          | Swiss Albums (Schweizer Hitparade)       | 53             |
| Países Bajos   | Dutch Albums (MegaCharts)                | 49             |
| Reino Unido    | UK Albums (OCC)                          | 4              |

### Mensuales
| País (Lista 2013)     | Mejor Posición |
| --------------------- | -------------- |
| Argentina (noviembre) | 9              |

## Certificaciones
| País        | Organismo certificador | Certificación | Ventas certificadas | Ref.   |
| ----------- | ---------------------- | ------------- | ------------------- | ------ |
| Brasil      | PMB                    | Oro           | 20 000              | [ 38 ] |
| Reino Unido | BPI                    | Platino       | 415 000             | [ 40 ] |

## Lanzamiento
| País           | Día                     | Formato              | Discográfica         |
| -------------- | ----------------------- | -------------------- | -------------------- |
| Irlanda        | 8 de noviembre de 2013  | CD, descarga digital | Syco Music           |
| Reino Unido    | 11 de noviembre de 2013 | CD, descarga digital | Syco Music           |
| Australia      | 15 de noviembre de 2013 | CD, descarga digital | Sony Music Australia |
| Nueva Zelanda  | 15 de noviembre de 2013 | CD, descarga digital | Syco Music           |
| Estados Unidos | 4 de febrero de 2014    | CD, descarga digital | Columbia Records     |

## Créditos y personal
| - Little Mix: Voz y composición - Martin Anderson: Guitarra - Philippe Marc Anquetil: Productor vocal - Jez Ashurst: Instrumentación, Programación - Fred Ball: Percusión, Productor, Programación - Tom Barnes: Bajo, Compositor, Tambores - Marcos Berrow: Cuerdas - Rachel Stephanie Bolt: Cuerdas - Thomas Bowes: Cuerdas - Ben "Bengineer" Chang: Ingeniero Vocal - Chico "Wu Twang" Clangley: Guitarra - Sam Clarke: Saxo (Alto) y Saxo (Barítono) - Wez Clarke: Mezclador - Ben Collier: Arreglos de cuerda, Ingeniero Vocal - Roz Colls: Contratista de Cuerdas - Maegan Cottone: Compositor, Ingeniero, Arreglo Vocal, Ingeniero Vocal, Productor Voz, Voz (fondo) - Tom Coyne: Masterizador - Nicky D'silva:Producción adicional, Programación - David Daniels: Cuerdas - Dólar Jordan: Compositor - Dylan Don: Fotografía - Duvall: Ingeniero, Productor, Arreglador Vocal, Vocals (fondo) - Nathan Duvall: Compositor - Electric: Productor - Bradford Ellis: Compositor - Uzoechi Emenike: Compositor - Edvard Førre Erfjord: Compositor, Instrumentación, Programación - Richard George: Violín - Serban Ghenea: Mezcla | - Tim Subvención: Viola - Marianne Haynes: Violín - Richard Henry: Trombone (Bass) - Jonathan Hill: Violín - Nick Holland: Celli - Tom Hough: Ingeniero - Kiris Houston: Piano - Ash Howes: Compositor, Instrumentación, Dispersar, Productor, Programación - Ken "Duro" Ifill: Mezcla - Jeremy Isaac: Violín - Iain James: Compositor, Arreglador Vocal, Ingeniero Vocal, Productor Voz, Voz (fondo) - Reuben James: Piano - Peter Kelleher: Compositor, Teclados - The Kick Horns: Cuerno - Patrick Kiernan: Cuerdas - Sam Klempner: Ingeniero Vocal - Ben Kohn: Bass, Compositor, Guitarra, Piano - Boguslaw Kostecki: Cuerdas - Peter Lale: Cuerdas - Shaznay Lewis: Compositor - David Liddell: Trombón - Little Nikki: Compositor - Martin Loveday: Cuerdas - Roma Maryniuk: Dirección de Arte - De Tony Maserati: Mezcla - Cliff Masterson: Arreglos de orquesta, Cuerda - Laura Melhuish: Violín - Henrik Michelsen: Compositor, Instrumentación, Programación - MNEK: Ingeniero, Productor, Programación, Voz (de fondo) | - Perry Montague-Mason: Cuerdas - Lucy Morgan: Viola - Steve Morris: Violín - Andy Parker: Cuerdas - Rick Parkhouse: Compositor - Kerenza Peacock: Violín - Tom Piggott-Smith: Líder, Violín - Camille Purcell: Compositor, Arreglador Vocal, Voz (fondo) - Ryan Quigley: Trompeta - Nerys Richards: Celli - Ryan Williamson: Compositor - Rykeyz: Ingeniero, Productor - Tim Sanders: Saxo (Tenor) - Frank Schaefer: Cuerdas - Jamie de Scott: Compositor, Piano - Emlyn Singleton: Cuerdas - Sonia Slany: Cuerdas - Paul Spong: Trompeta - Richard Stannard: Compositor, Instrumentación, Productor, Programación - Phil Tan: Mezcla - Ayak Thiik: Compositor, Arreglador Vocal - Cathy Thompson: Cuerdas - George Tizzard: Compositor - TMS: Productor, Ingeniero Vocal - Chris Tombling: Cuerdas - Bruce White: Violines, Viola - Deborah Widdup: Cuerdas - Rolf Wilson: Violín - Nicola Roberts: Compositora |

Nota: Referencia: